# 第三者所有物没収事件
第三者所有物没収事件（だいさんしゃしょゆうぶつぼっしゅうじけん）とは日本の判例。

## 概要

### 事件と下級審
旧関税法違反事件
1953年5月18日にXは他者と共謀して大韓民国に衣料品等を密輸出する目的で、運送船を求めて宇部港で右を船積して白鳥付近に廻送すること並びに右林において朝鮮行きの別船を求めて同所付近に待機させて積み替え形で密輸出しようした。
その後、Xは逮捕された。
1955年2月24日、福岡高等裁判所は控訴を棄却する形で2人に関税法違反（密輸出未遂罪）で有罪とし、Xに懲役2年執行猶予3年。その上で船の没収を言い渡した。
新関税法違反事件
1954年10月頃に、YとZは大韓民国に向けて密輸出する目的で、船に貨物を積載して出港し、博多沖合相の島付近付近の海上で大韓民国向けの船に貨物を積み替えようとしたが、途中下関六連島沖海上にて時化に遭い、積み替えできなかった。その後、水上警察により発見され、2人は逮捕された。
1955年9月21日に福岡高等裁判所は控訴を棄却する形で2人に関税法違反（密輸出未遂罪）で有罪とし、Yに懲役6ヶ月執行猶予3年、Zに懲役4ヶ月執行猶予3年。その上で船と積載貨物の没収を言い渡した。
3人は上告した。

### 最高裁
1962年11月28日に最高裁判所は「第三者の所有物を没収する場合において、その没収に関して当該所有者に対し、何ら告知・弁解・防禦の機会を与えることなく、その所有権を奪うことは、適正な法手続きによらないで、（日本国憲法第29条が規定する）財産権を侵害する制裁を科することに外ならない」「かかる没収の言渡をうけた被告人はたとえ第三者の所有物に関する場合であっても、被告人に対する附加刑である以上、没収の裁判の違憲を理由として上告をなしうることは当然である。被告人としても没収に係る物の占有権をはく奪され、またはこれが使用、収益をなしえない状態におかれ、更には所有権が剥奪された第三者から賠償請求権等を行使される危険に曝される等、利害関係を有することが明らかであるから、上告によりこれが救済を求めることができるものと解すべきである」として破棄した。旧関税法違反事件についてXは懲役2年執行猶予3年を維持した上で船の没収を除外した。新関税法違反事件についてはYに懲役6月執行猶予3年、Zに懲役4月執行猶予3年と維持した上で、船のみの没収を言い渡した。
なお、下飯坂潤夫と石坂修一は「告知・弁解・防禦の機会を与えられず、その所有物を没収された第三者は自らの所有者が憲法31条に反して違法に没収されたと主張する限り、刑事訴訟法第497条第1項のいわゆる権利を有する者に該当するし、またその所有物は没収物の返還を求める行政訴訟を国を相手に提起できると解している」とする反対意見を、高木常七は第三者には別に救済を受ける権利があるとする少数意見を、山田作之助と藤田八郎は被告人に第三者の権利侵害を理由に、違憲の主張をすることは許されないとする少数意見をそれぞれ述べた。
最高裁判決を受けて、1963年7月に国会で刑事事件における第三者所有物の没収手続に関する応急措置法が成立した。

## 過去の判例
かつては、旧関税法第83条第1項（昭和23年法律第107号により改正された明治32年法律第61号）では、第三者没収について悪意に限定する規定はなかった。この規定は1954年（昭和29年）に関税法が全面改正された際、現行の第118条になり、没収の対象を悪意の場合に限定したが、改正法施行の前の事件については、なお従前の例によるとした。
1957年（昭和32年）11月27日に最高裁判所は、旧法が適用される事件に「所有者たる第三者が犯罪の行われるとにつき、あらかじめこれを知らなかった場合、即ち善意であった場合においても、その第三者の所有に属する貨物または船舶を没収するがごときは、日本国憲法第29条違反たるを免れない」と違憲判決した。
この判決は、旧関税法第83条第1項を法令違憲とはせず、「犯人以外の第三者の所有に属する同条所定の貨物または船舶でも、それが犯人の占有に係るものであれば、右所有者の善意、悪意に関係なく、すべて無条件に没収すべき旨を定めたものではなく、右所有者たる第三者が貨物について、同条所定の犯罪行為が行われること、または船舶が同条所定の犯罪行為の用に供せられることをあらかじめ知っており、その犯罪が行われた時から引きつづき右貨物または船舶を所有していた場合に、その貨物または船舶を没収できる趣旨に解すべきであつて、憲法第29条に違反しない」と限定解釈して、適用違憲と結論した。なおこの時点で既に関税法は改正されており、新たな改正はされなかった。

## 関連書籍
- 高橋和之、長谷部恭男、石川健治『憲法判例百選Ⅱ 第5版』有斐閣、2007年。ISBN 9784641114876。